# Birth (Velbert)
Birth ist ein westlicher Stadtteil Velberts im Kreis Mettmann in Nordrhein-Westfalen. Er liegt an der Stadtgrenze zu Heiligenhaus-Hetterscheidt und wird von Velbert-Mitte durch die Bundesautobahn 44 getrennt. Nördlich des Stadtteils fließt der Rinderbach, der ab dem Abtskücher-Teich (Heiligenhaus) Vogelsangbach heißt. Der Stadtteil Birth ist von Hoch- und Mehrfamilienhäusern geprägt und war in den 1980er und 1990er Jahren ein sozialer Brennpunkt.

## Geografie
Birth liegt auf einer Höhe von etwa 150 bis 250 Metern über NN und 2005 lebten hier 6.300 Menschen. Im Nordwesten des Stadtteils schließt sich die „Grüne Insel“ (nach einer ehemaligen Ausflugsgaststätte benannt) an, welche heute aus einer Schrebergartenanlage, einem ehemaligen Bauernhof sowie Wiesen und Feldern besteht.

## Geschichte
1889 wurde die Zeche „Eisenberg“ gegründet, deren Erze über eine Schleppbahn nach Essen-Kupferdreh zur „Phönix-Hütte“ transportiert wurden und deren Arbeiter in Birth heimisch wurden. Die Schleppbahn bildete die Keimzelle der Hespertalbahn, die heute noch auf der Strecke Essen-Kupferdreh – Haus Scheppen am Südufer des Baldeneysees als Museumsbahn betrieben wird. Das letzte aus Holz gebaute Wohnheim für Bergleute wurde Ende der 1960er Jahre abgerissen.
In Birth befanden sich auch die evangelische Erlöserkirche und die katholische Kirche St. Don Bosco. Erstere wurde inzwischen aufgelöst und in ein offenes Bürgerzentrum umgewandelt.
In den 1980er Jahren wurden der Birther Tunnel und die Talbrücke Hefel als ein etwa sieben Kilometer langes Teilstück der A 44 gebaut.
Bis zum Jahr 1990 besaß der Stadtteil Birth auf dem Gelände des so genannten Schulzentrums Birth vier Schulen, in denen alle Schulformen zentral vertreten waren (eine städtische Grundschule sowie je eine Hauptschule, Realschule und ein Gymnasium mit angeschlossenem Sportzentrum). Im Jahr 1990 kam es dann jedoch im Zuge der Neuordnung der Velberter Schulen (durch den Bau der Gesamtschule Velbert Mitte) trotz mehrerer Protestaktionen zur Schließung der Realschule im Stadtteil Birth und zum Umzug der letzten noch verbliebenen Schüler dieser Schule in die Realschule Kastanienallee.

## Verkehr
Birth ist über die Anschlussstellen Heiligenhaus-Hetterscheidt und Velbert-Nord der A44 erreichbar. Über letztgenannte Anschlussstelle erreicht man auch die A535 und die B224. Die A44 unterquert den Stadtteil im Birther Tunnel.
Im ÖPNV wird Velbert-Birth durch die Ortsbuslinien OV1 und OV2 erschlossen. Sie verbinden mit dem Zentralen Omnibusbahnhof (ZOB) in der Velberter Innenstadt, wobei die Linie OV1 ihn direkt, die OV2 den Weg via Am Berg und Kostenberg nimmt, um über den ZOB am Nordpark zu enden. In der Gegenrichtung verkehrt die OV2 nach Losenburg über das Klinikum Niederberg und Nordfriedhof. An Wochenendnächten und vor Feiertagen ist der Nachtbus NE 8 unterwegs.

## Bilder

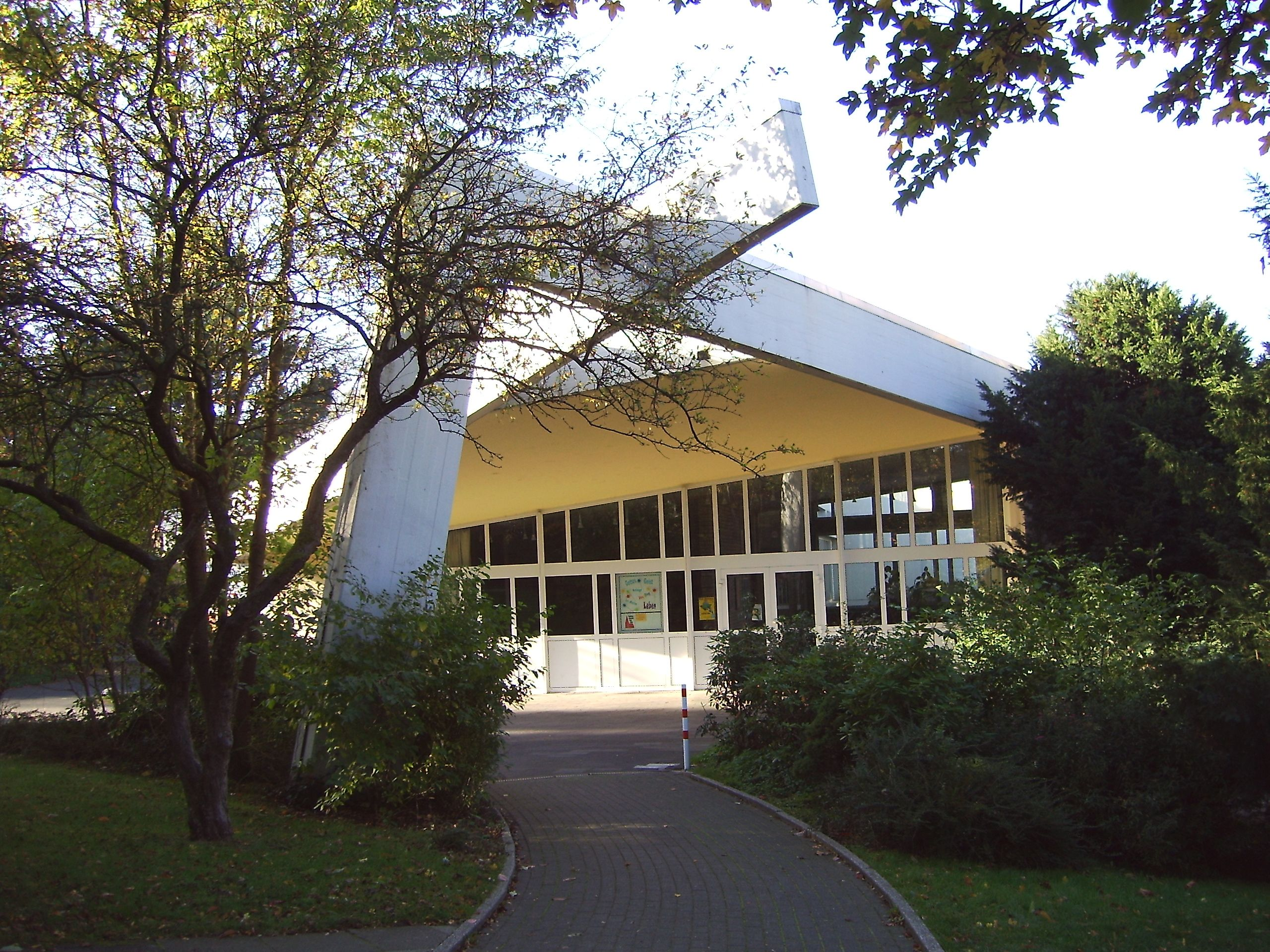
Offenes Bürgerzentrum Birth (ehemalige ev. Erlöserkirche)
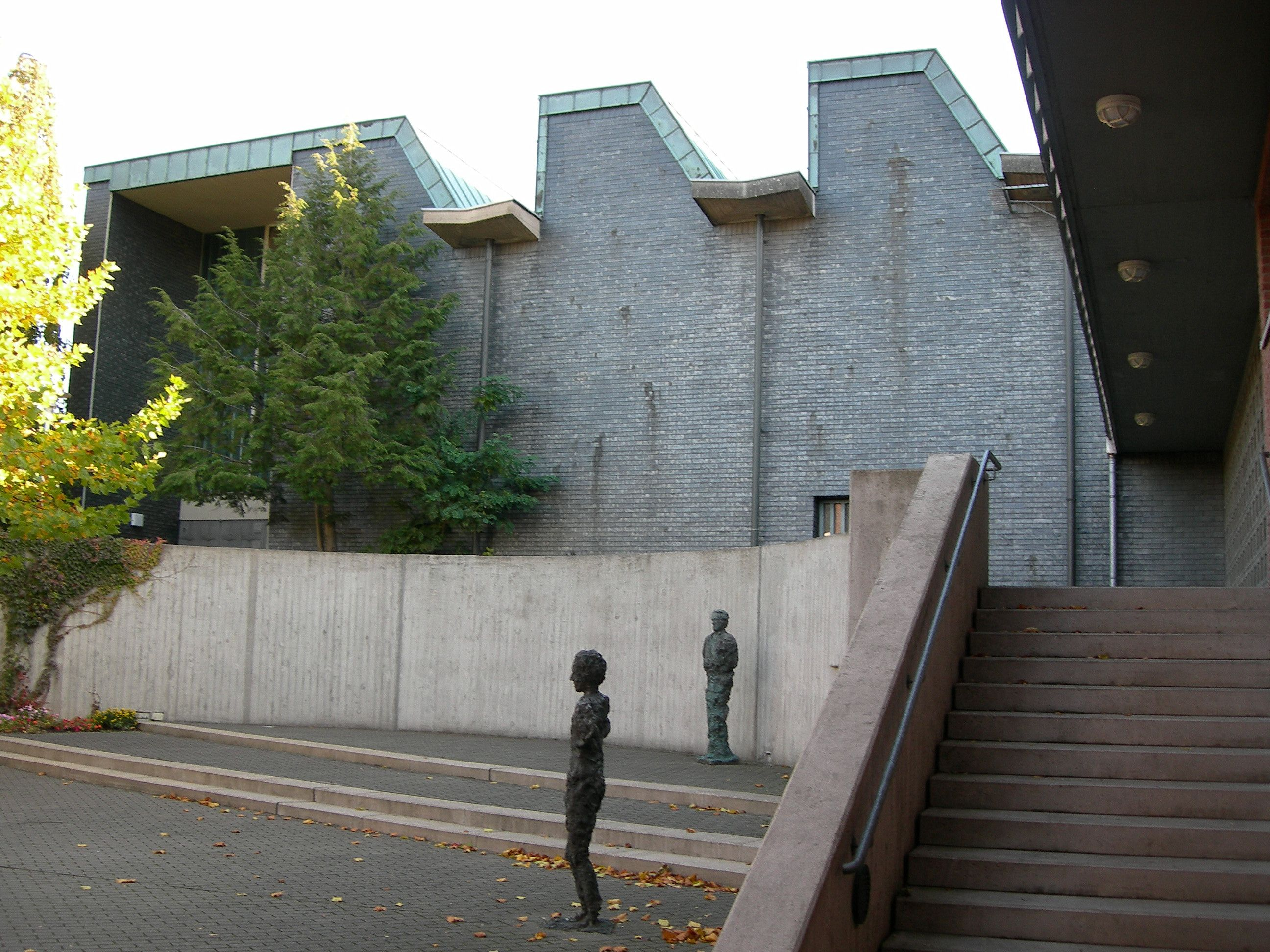
kath. Kirche Don Bosco
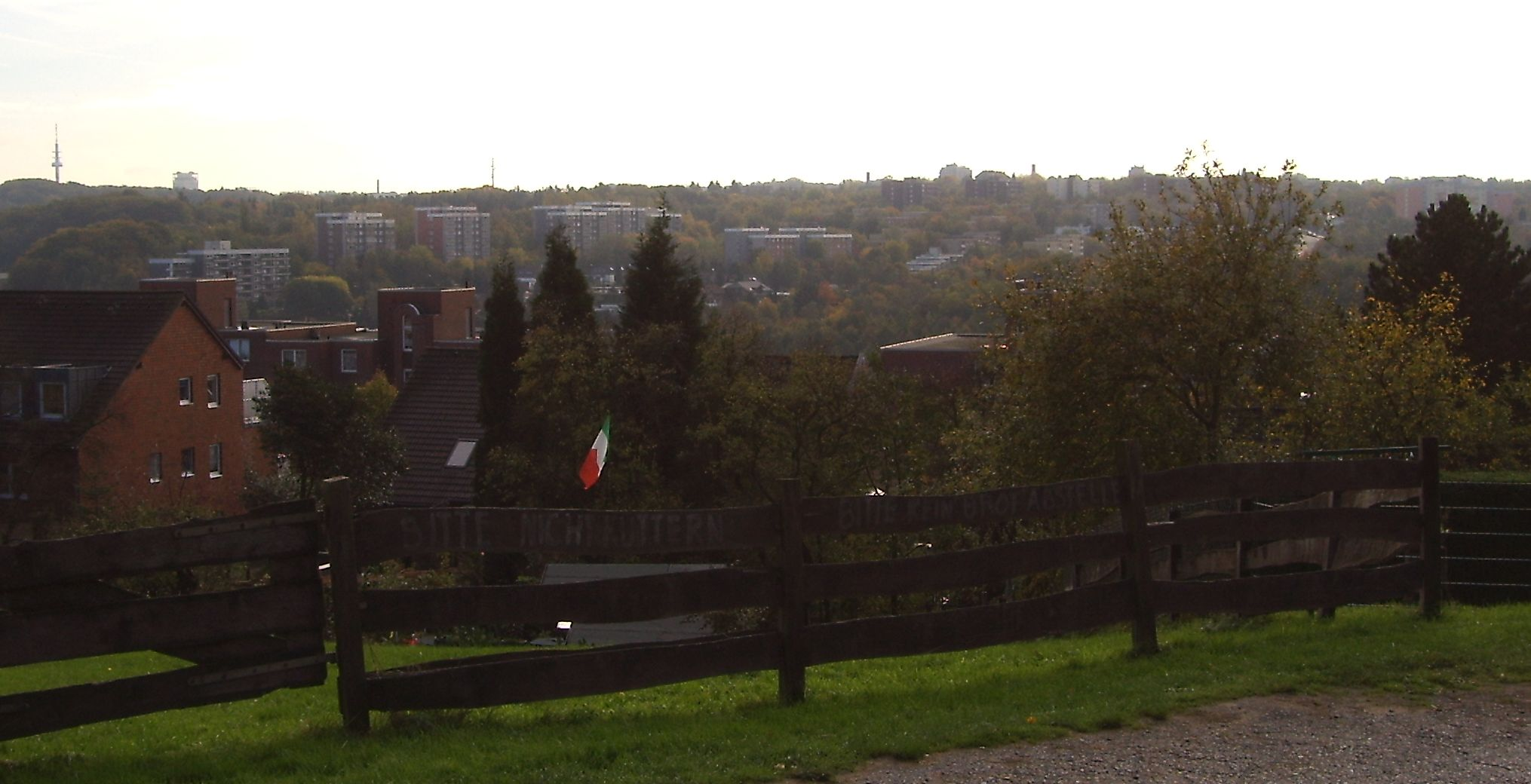
Birth von der Losenburg aus, hinten links der „Tele-Bert“
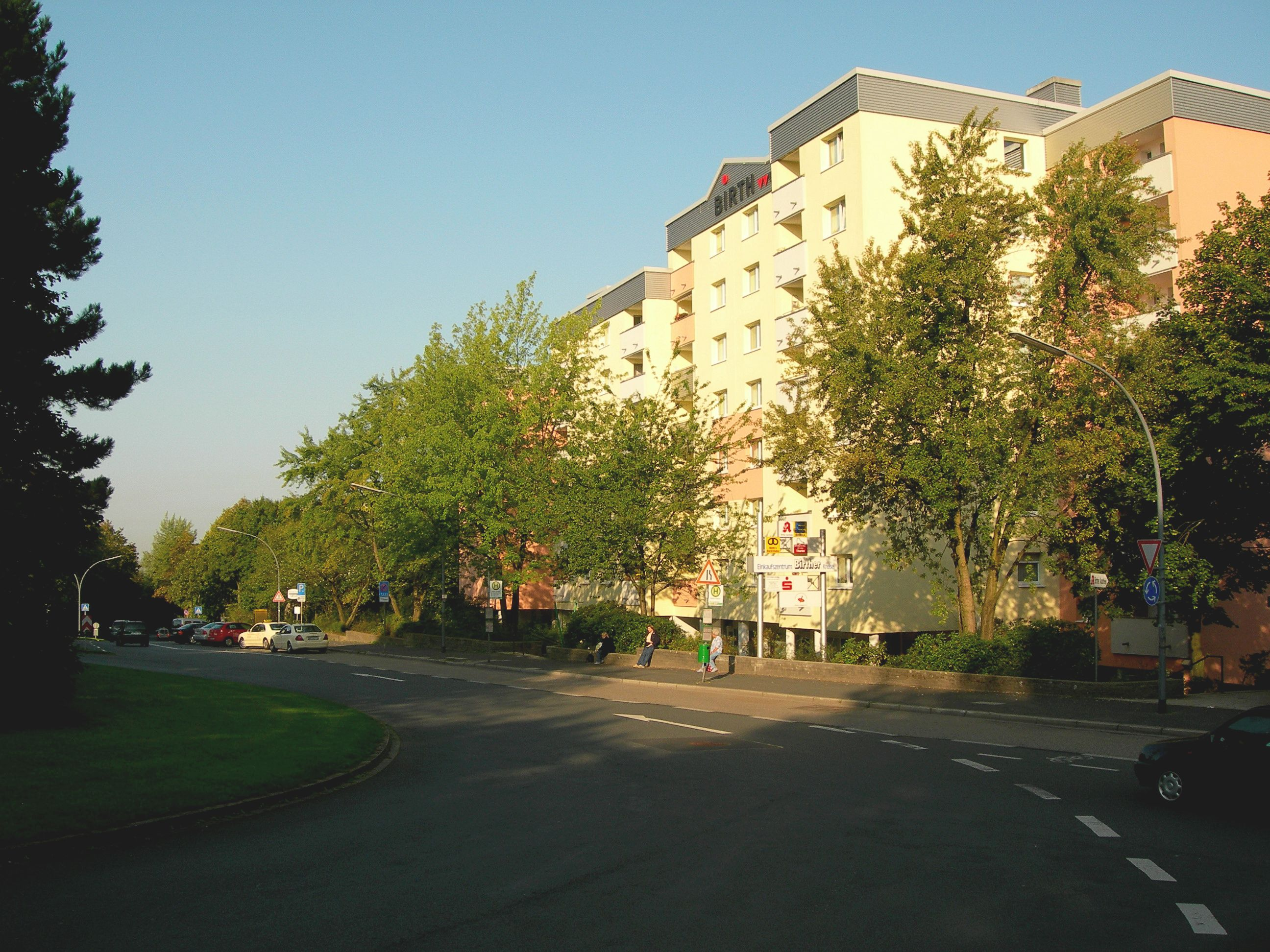
„Birther Kreisel“ (Nordseite)